# Mühlenberg (Brünzow)

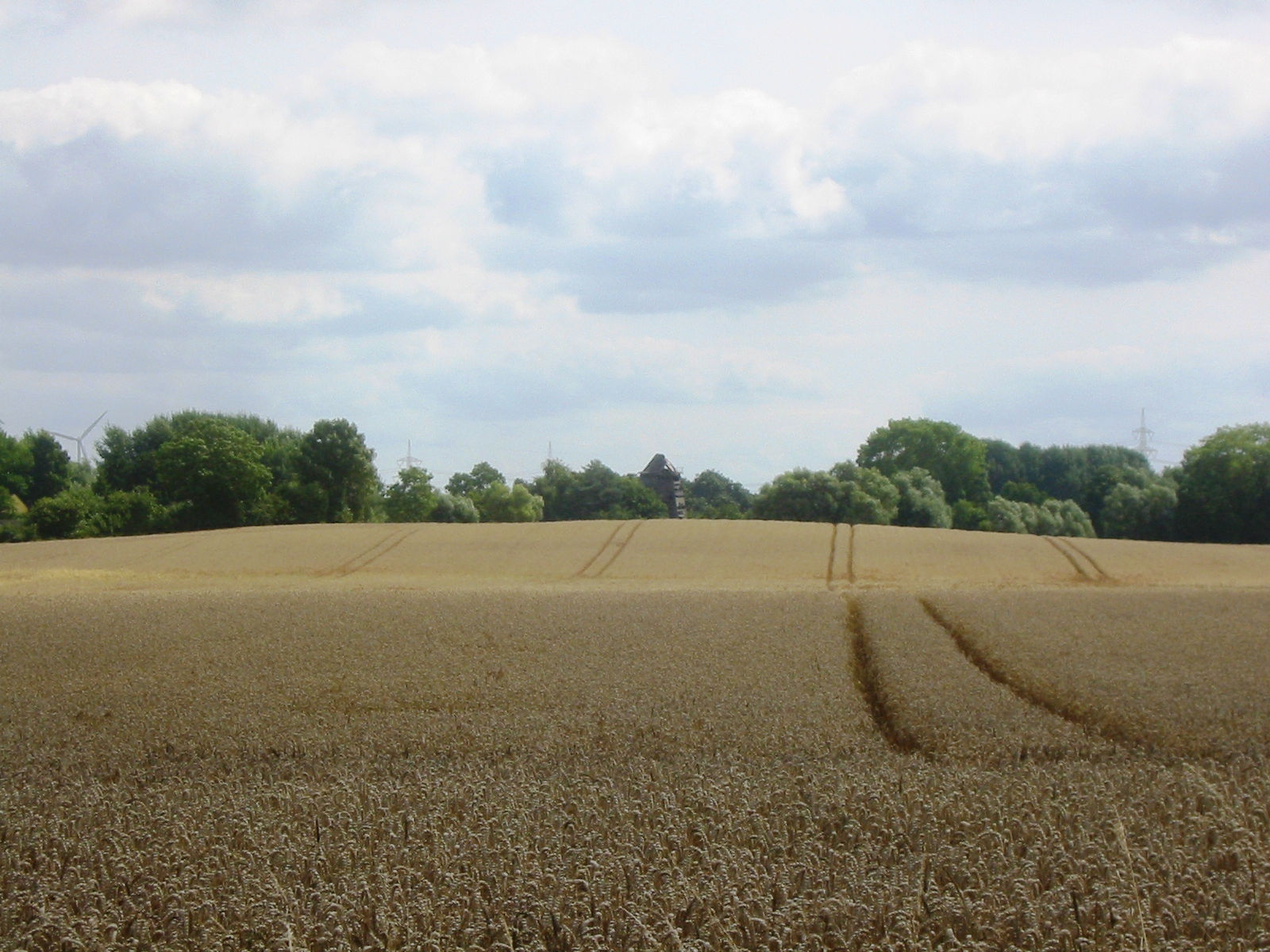
Blick vom Mühlenberg auf die Mühle in Klein Ernsthof

Der Mühlenberg ist eine an seiner höchsten Stelle 23 m ü. NHN hohe Erhebung in der Gemeinde Brünzow im Landkreis Vorpommern-Greifswald im Nordosten von Mecklenburg-Vorpommern.
Er liegt zwischen den Ortsteilen Klein Ernsthof und Stilow und ist nach der in der Nähe gelegenen denkmalgeschützten Windmühle in Klein Ernsthof benannt. Der Berg entstand während der Weichseleiszeit.